# Waltenhausen
Waltenhausen er en kommune i Landkreis Günzburg i Regierungsbezirk Schwaben i den tyske delstat Bayern.
Den er en del af Verwaltungsgemeinschaft Krumbach.

## Geografi
Waltenhausen ligger i Region Donau-Iller.
I kommunen er der ud over Waltenhausen, landsbyerne Hairenbuch og Weiler.

## Historie
Familien von Wernau var fra 1423 til 1541 herskabet i Waltenhausen, da Fuggerfamilien erhvervede det, og fra da af hørte Waltenhausen til den Fuggerske Familiestiftelse. Med Rhinforbundet i 1806 blev byen en del af Bayern.